# Forces Democràtiques Aliades
Les Forces Democràtiques Aliades (francès: Forces démocratiques alliées, abreujat FDA) són un grup guerriller que actua a Uganda i la República Democràtica del Congo. Vinculat a Estat Islàmic, es caracteritza per una ideologia extremista i islamista. És considerat un grup terrorista tant pel Govern d'Uganda com per la comunitat internacional.
Al llarg de la seva existència, ha adoptat facetes tan diverses com el jihadisme salafita, el nacionalisme secular, l'etnonacionalisme i el secessionisme nacional. Aquesta mal·leabilitat respon a la variabilitat dels seus objectius i grups d'interès.
Va ser format el 1995 a la Uganda oriental per membres del moviment Tabligh presents al territori i pels vestigis de l'Armada Nacional per l'Alliberament d'Uganda (NALU). Pretén enderrocar el govern de Yoweri Museveni a Uganda i establir-ne un de basat en la llei islàmica al Congo.
L'octubre i el novembre del 2021, el president Yoweri Museveni va atribuir diversos atemptats suïcides que van tenir lloc al país a les Forces Democràtiques Aliades. En conseqüència, les Forces de Defens del Poble d'Uganda (UPDF) es van desplegar a les províncies de Kivu del Nord i Ituri del Congo per tal de combatre les FDA.